# Île Hogan
L’île Hogan (Hogan Island) est une île granitique, d'une superficie de 232 hectares culminant à 116 mètres d'altitude située au sud-est de l'Australie. C'est la plus grande des îles de l'archipel Hogan (en), située au nord du détroit de Bass entre l'Archipel Furneaux en Tasmanie et la péninsule Wilsons au Victoria. L'île était autrefois utilisée pour le pâturage des bovins, une activité qui a cessé après avoir causé des dommages considérables à la végétation et aux ressources naturelles.

## Faune
Les oiseaux de mer et échassiers trouvés sur l'île comprennent le Manchot pygmée, le Puffin à bec grêle, le Goéland austral, la Mouette argentée et l'Huîtrier fuligineux. Les reptiles sont représentés par des espèces comme Tiliqua scincoides, Niveoscincus metallicus, Bassiana duperreyi, Lerista bougainvillii et Egernia whitii.

## Frontière entre États
La frontière entre la Tasmanie et le Victoria passe dans l'archipel Hogan sur l'île du Nord-Est, donnant ainsi une frontière terrestre entre les deux États. L'intention initiale était que ces îles du détroit de Bass fassent partie de la Tasmanie, mais la position de la péninsule Wilson était légèrement erronée et la frontière a été placée trop loin vers le sud. Lorsque l'erreur a été découverte l'île a été renommée Boundary Islet. La frontière terrestre mesure 85 mètres de long. Une modification constitutionnelle serait nécessaire pour changer l'emplacement du tracé de la frontière.